# Hans Gaede
Hans-Emil Alexander Gaede (né le 19 février 1852 à Colberg et mort le 16 septembre 1916 à Fribourg-en-Brisgau) est un général d'infanterie prussien pendant la Première Guerre mondiale.

## Biographie

### Origine
Hans est le fils du général de division prussien Alexander Gaede (de) (1813-1882) et de son épouse Emilie, née Franke (1825-1888). Le 26 janvier 1883, Gaede se marie avec Elisabeth Müller.

### Carrière militaire
Gaede étudie les mathématiques aux universités de Bonn et de Berlin, devient membre de la Bonner Burschenschaft Frankonia en 1869 et s'engage le 1er avril 1870 en tant que cadet dans le 2e régiment de grenadiers de l'armée prussienne. Il participe à la guerre franco-prussienne et reçoit la Croix de fer de 2e classe.
Le 1er octobre 1873, il est commandé à l'Académie de guerre, puis à partir du 13 avril 1878, il est commandé à l'enregistrement du territoire et à partir du 1er avril 1881, il est affecté à l'état-major général. Le 11 mars 1886, il devient commandant de compagnie dans le 70e régiment d'infanterie. À partir du 1er octobre 1887, il est commandé au ministère de la Guerre et pendant son service, il est agrégé au 70e régiment d'infanterie le 15 novembre 1887 et mis à la suite du régiment le 22 mars 1888. Le 23 septembre 1892, il devient commandant du 2e bataillon dans le 113e régiment d'infanterie. Commandé à nouveau au ministère de la Guerre à partir du 18 avril 1893, il y est chargé des affaires d'un chef de département au ministère de la Guerre à partir du 25 juillet 1893 et devient chef de département le 14 mai 1894. Le 22 mars 1897, Gaede devient commandant de la forteresse de Thorn et le 17 décembre 1898, commandant du 23e régiment d'infanterie. Le 22 mars 1900, il est chargé de commander la 84e brigade d'infanterie, dont il devint le commandant le 18 avril 1900. Son dernier poste est celui de commandant de la 33e division d'infanterie à partir du 22 avril 1904. Le 2 mars 1907, il est mis à disposition à sa demande avec l'attribution de l'ordre de la Couronne de 1re classe.
Lors du déclenchement de la guerre en 1914, il est réactivé, résidant à Fribourg, et nommé général commandant du commandement général adjoint du 14e corps d'armée. Après que celui-ci a été déclaré mobile le 13 août 1914, Gaede se voit confier le commandement en chef du sud de la Haute-Alsace. Par la suite, il doit y mener des combats défensifs, entre autres lors de la deuxième bataille de Mulhouse, près de Colmar et dans la vallée de Munster contre les Français (Armée d'Alsace). Gaede devient commandant en chef du détachement d'armée qui porte son nom et reçoit le 25 août 1915 l'Ordre Pour le Mérite. À la suite d'une grave maladie, son ordre de mobilisation est annulé le 3 septembre 1916 et il est mis à la retraite. Gaede décède peu après des suites d'une opération.
La méfiance de Gaede envers les soldats alsaciens conduit à leur transfert du front de l'Ouest vers le front de l'Est.

### Travaux
Gaede rédige notamment l'étude d'histoire de la guerre Der Feldzug um Freiburg 1644 et participe à d'autres écrits L'Université de Fribourg lui décerne donc le 25 décembre 1915 un doctorat honorifique en philosophie.